# Chess 2: The Sequel
Chess 2: The Sequel est une variante du jeu d'échecs créée en 2013 et adaptée en jeu vidéo par David Sirlin et Zachary Burns. Le jeu, sorti en 2014, est développé et édité par le studio indépendant Ludeme Games sur Windows et Ouya.
Le jeu propose une version alternative des échecs qui met en place un équilibrage pour éviter les pats en faisant s'affronter 2 armées provenant être choisies parmi six factions différentes ayant des caractéristiques uniques. L'ajout de conditions de victoires secondaires est également une nouveauté.

## Accueil
- Canard PC : 5/10[2]
- PC Gamer : 62 %[3]
- Rock, Paper, Shotgun : « Une blague devenue réalité ? On pourrait le croire, seulement ils ne plaisantaient pas. » (Jim Rossignol)[4]
- Wired : « [... une] raison pour acheter la Ouya. » (Ryan Rigney)[5].